# Kerttu Sihvonen
Kerttu Sihvonen, född 1893, död 1978, var en finländsk feminist. Hon var ordförande för Finsk kvinnoförening 1955–1960. 
Sihvonen tog filosofie kandidatexamen 1920 och befordrades till filosofie magisterexamen 1923. Efter examen arbetade Sihvonen som assistent vid fysiologiska institutionen vid Helsingfors universitet fram till 1939. Hon gjorde sin huvudsakliga karriär vid bl.a. Helsinki Educational School of Economics (senare Helsingfors College of Home Economic Teachers). Vid sidan av sitt arbete som lärare arbetade hon i skolans förvaltning, bland annat som ledamot i dess stiftelses styrelse. Åren 1950–1960 var Sihvonen rektor för läroverket. Under hennes tid byggdes en ny kontorsbyggnad till skolan på Sturengatan 4 och invigningsceremonin av byggnaden hölls i februari 1957. Det hade gjorts upprepade försök att få skolan uppmärksammad av staten, men det lyckades först 1959, när högskolan förvandlades till en högskola. Stiftelsen som driver skolan avskaffades.
Sihvosen hade många förtroendeuppdrag och hon var engagerad i internationella uppdrag. Hon var ordförande i Hushållslärarförbundet och Hushållslärarförbundet 1947–1957, och hon kallades hedersledamot i förbundet 1963. Hon var också hedersmedlem i Helsingfors hems Studentkår. Ekonomilärarhögskolan. Hon var sekreterare för Finlands kvinnoförbund 1937–1945 och var dess ordförande 1955–1960. Hon var ledamot av Konkordiaförbundets kommitté 1939–1978 och ordförande i kommittén i 36 år. 
Sedan 1925 var Kerttu Sihvonens make professor Väinö Sihvonen.